# Nancy Kress
Nancy Kress   (Buffalo, 20 de gener de 1948) Nancy Anne Koningisor de naixement, és una escriptora estatunidenca de ciència-ficció que va començar a escriure en 1976, però no va ser fins a la publicació de la seua novel·la Beggars in Spain en 1990, guanyadora dels premis Nebula (1991) i Hugo (1992), que va començar a ser coneguda, tant als Estats Units com a la resta del món, amb molt d'èxit.

## Obra
Al contrari que altres escriptors, que han passat de la ciència-ficció a la fantasia, Kress va fer el camí invers: va començar a escriure fantasies iròniques i subversives, i des de 1988, any en què va publicar An Alien Light, la seua primera obra de ciència-ficció, no ha tornat al gènere fantàstic.
Molta de la seua obra s'ha traduït a l'espanyol (Una luz extraña, Mendigos en España, Mendigos y opulentos, La Cabalgata de los Mendigos...), al francés, a l'alemany i altres llengües, però encara no al català.